# Aneta Konieczna
Aneta Konieczna (nacida Aneta Pastuszka, Krosno Odrzańskie, 11 de mayo de 1978) es una deportista polaca que compitió en piragüismo en la modalidad de aguas tranquilas.
Participó en cinco Juegos Olímpicos entre 1996 y 2012, obteniendo tres medallas: una plata en Pekín 2008 y dos bronces (Sídney 2000 y Barcelona 1992), las tres en la prueba de K2 500 m.
Ganó diecisiete medallas en el Campeonato Mundial de Piragüismo entre los años 1999 y 2011, y dieciséis medallas en el Campeonato Europeo de Piragüismo entre los años 1999 y 2011.

## Palmarés internacional
| Juegos Olímpicos   | Juegos Olímpicos             | Juegos Olímpicos  | Juegos Olímpicos |
| Año                | Lugar                        | Medalla           | Competición      |
| ------------------ | ---------------------------- | ----------------- | ---------------- |
| 2000               | Sídney (Australia)           | Medalla de bronce | K2 500 m         |
| 2004               | Atenas (Grecia)              | Medalla de bronce | K2 500 m         |
| 2008               | Pekín (China)                | Medalla de plata  | K2 500 m         |
| Campeonato Mundial |                              |                   |                  |
| Año                | Lugar                        | Medalla           | Competición      |
| 1999               | Milán (Italia)               | Medalla de oro    | K2 500 m         |
| 1999               | Milán (Italia)               | Medalla de plata  | K2 200 m         |
| 1999               | Milán (Italia)               | Medalla de bronce | K4 200 m         |
| 1999               | Milán (Italia)               | Medalla de bronce | K4 500 m         |
| 2001               | Poznań (Polonia)             | Medalla de plata  | K2 200 m         |
| 2001               | Poznań (Polonia)             | Medalla de plata  | K2 500 m         |
| 2001               | Poznań (Polonia)             | Medalla de bronce | K4 200 m         |
| 2002               | Sevilla (España)             | Medalla de oro    | K4 1000 m        |
| 2002               | Sevilla (España)             | Medalla de plata  | K2 200 m         |
| 2003               | Gainesville (Estados Unidos) | Medalla de bronce | K2 200 m         |
| 2003               | Gainesville (Estados Unidos) | Medalla de bronce | K2 500 m         |
| 2003               | Gainesville (Estados Unidos) | Medalla de bronce | K4 200 m         |
| 2005               | Zagreb (Croacia)             | Medalla de plata  | K4 500 m         |
| 2007               | Duisburgo (Alemania)         | Medalla de bronce | K4 500 m         |
| 2010               | Poznań (Polonia)             | Medalla de bronce | K4 500 m         |
| 2011               | Szeged (Hungría)             | Medalla de bronce | K2 500 m         |
| 2011               | Szeged (Hungría)             | Medalla de bronce | K1 4 × 200 m     |
| Campeonato Europeo |                              |                   |                  |
| Año                | Lugar                        | Medalla           | Competición      |
| 1999               | Zagreb (Croacia)             | Medalla de oro    | K2 200 m         |
| 1999               | Zagreb (Croacia)             | Medalla de oro    | K2 500 m         |
| 1999               | Zagreb (Croacia)             | Medalla de oro    | K2 1000 m        |
| 2000               | Poznań (Polonia)             | Medalla de oro    | K2 200 m         |
| 2000               | Poznań (Polonia)             | Medalla de oro    | K2 500 m         |
| 2000               | Poznań (Polonia)             | Medalla de bronce | K2 1000 m        |
| 2001               | Milán (Italia)               | Medalla de bronce | K2 200 m         |
| 2001               | Milán (Italia)               | Medalla de bronce | K4 200 m         |
| 2002               | Szeged (Hungría)             | Medalla de oro    | K2 500 m         |
| 2002               | Szeged (Hungría)             | Medalla de plata  | K1 200 m         |
| 2002               | Szeged (Hungría)             | Medalla de plata  | K2 200 m         |
| 2002               | Szeged (Hungría)             | Medalla de bronce | K4 500 m         |
| 2004               | Poznań (Polonia)             | Medalla de plata  | K1 200 m         |
| 2005               | Poznań (Polonia)             | Medalla de bronce | K4 500 m         |
| 2007               | Pontevedra (España)          | Medalla de bronce | K4 500 m         |
| 2011               | Belgrado (Serbia)            | Medalla de plata  | K2 500 m         |